# 7 juillet 1976
Le mercredi 7 juillet 1976 est le 189e jour de l'année 1976.

## Naissances
- Ercüment Olgundeniz, athlète turc
- DJ Green Lantern, DJ américain
- Hamish Linklater, acteur américain
- Bérénice Bejo, actrice franco-argentine
- Evelyne Leu, skieuse acrobatique suisse
- Vassili Petrenko, chef d’orchestre russe
- Anthony Vigna, joueur de rugby à XV français
- Luis Pedro Suela, joueur espagnol de volley-ball
- Dominic Foley, footballeur professionnel irlandais
- Ron Cribb, joueur de rugby à XV international néo-zélandais
- Mounir Margoum acteur et réalisateur français
- Hubert Michaux, entrepreneur français

## Décès
- Norman Foster (né le 13 décembre 1900), acteur, réalisateur et scénariste américain
- Gustav Heinemann (né le 23 juillet 1899), homme politique allemand

## Autres événements
- Marcelino Oreja devient ministre des affaires étrangères en Espagne en remplacement de José María de Areilza
- Maison des Baillis (Nismes) fait l'objet d'un classement au titre des monuments historiques
- Sortie française des films Sept Hommes à l'aube, Spermula
- Louis de Guiringaud est élevé à la dignité de grand officier de la Légion d’honneur à titre militaire
- Parc de Wisterzée fait l'objet d'un classement comme site
- Juliane Plambeck, Inge Viett, Gabriele Rollnik, Monika Berberich s'évadent de la prison pour femme
- Premier déploiement de l'USS Nimitz en Méditerranée
- Pat Nixon est victime d’un accident vasculaire cérébral